# Домжевен
Домжеве́н (фр. Domjevin) — коммуна во французском департаменте Мёрт и Мозель региона Лотарингия. Относится к  кантону Бламон.

## География
Домжевен расположен в  км к востоку от Нанси. Соседние коммуны: Вео на севере, Блемре на востоке, Фремениль на юго-востоке, Бенамениль, Тьебомениль и Манонвиллер на западе.

## История
Домжевен известен с XII века.					

## Демография
Население коммуны на 2010 год составляло 243 человека.
| 1962 | 1968 | 1975 | 1982 | 1990 | 1999 | 2010 |
| ---- | ---- | ---- | ---- | ---- | ---- | ---- |
| 296  | 257  | 237  | 228  | 230  | 267  | 243  |

## Достопримечательности
- Источник Бон-Фонтен и часовня. Источник Бон-Фонтен, известный с конца XVIII века как Нотр-Дам-су-ла-Круа, почитался в округе. В 1851 году над ним была возведена часовня в неоготическом стиле. Часовня была почитаемым местом, ежегодно сюда приходили более 10 тыс. посетителей. В 1944 году неф был уничтожен, сохранились только хоры и статуя Богоматери. Ныне построен неф в современном стиле.
- Церковь Домжевен была построена в 1733 году и заменила собой небольшую старую церковь. Построена в сельском стиле «гранж» (овин) швейцарским строителем Филибертом, приехавшим в Домжевен из Фрайбурга.

## Галерея

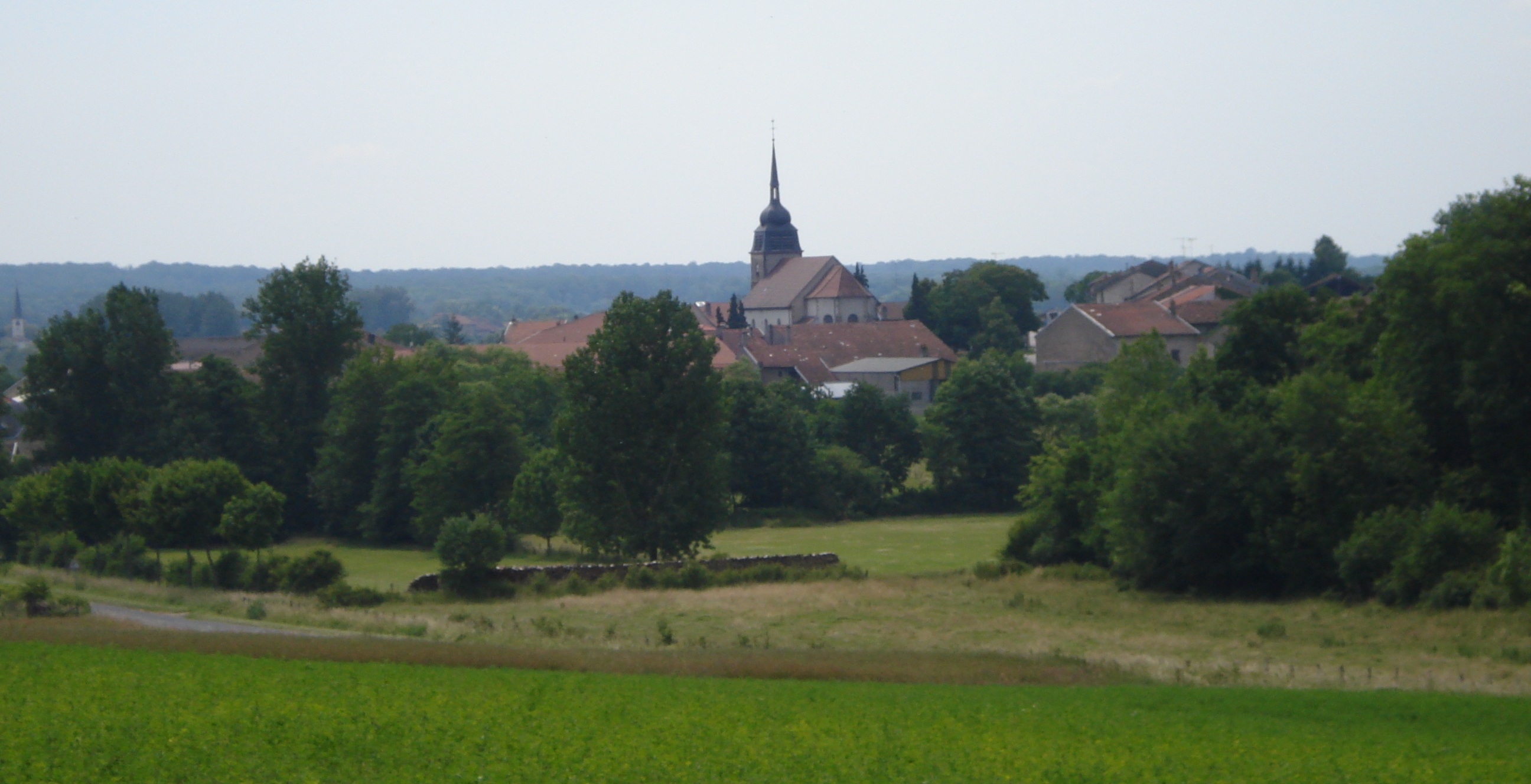
Вид на Домжевен с востока от Блемре.
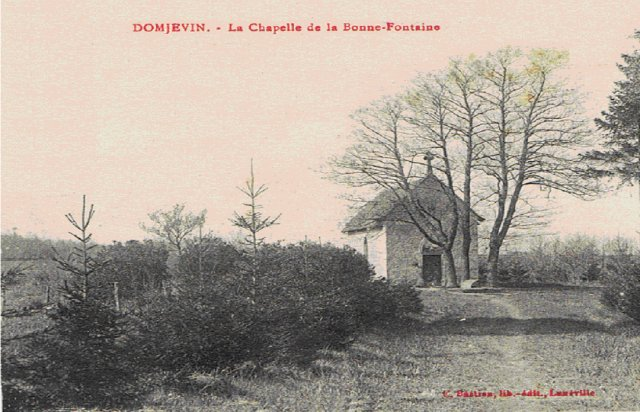
Часовня Бон-Фонтен в первой половине 20 века.
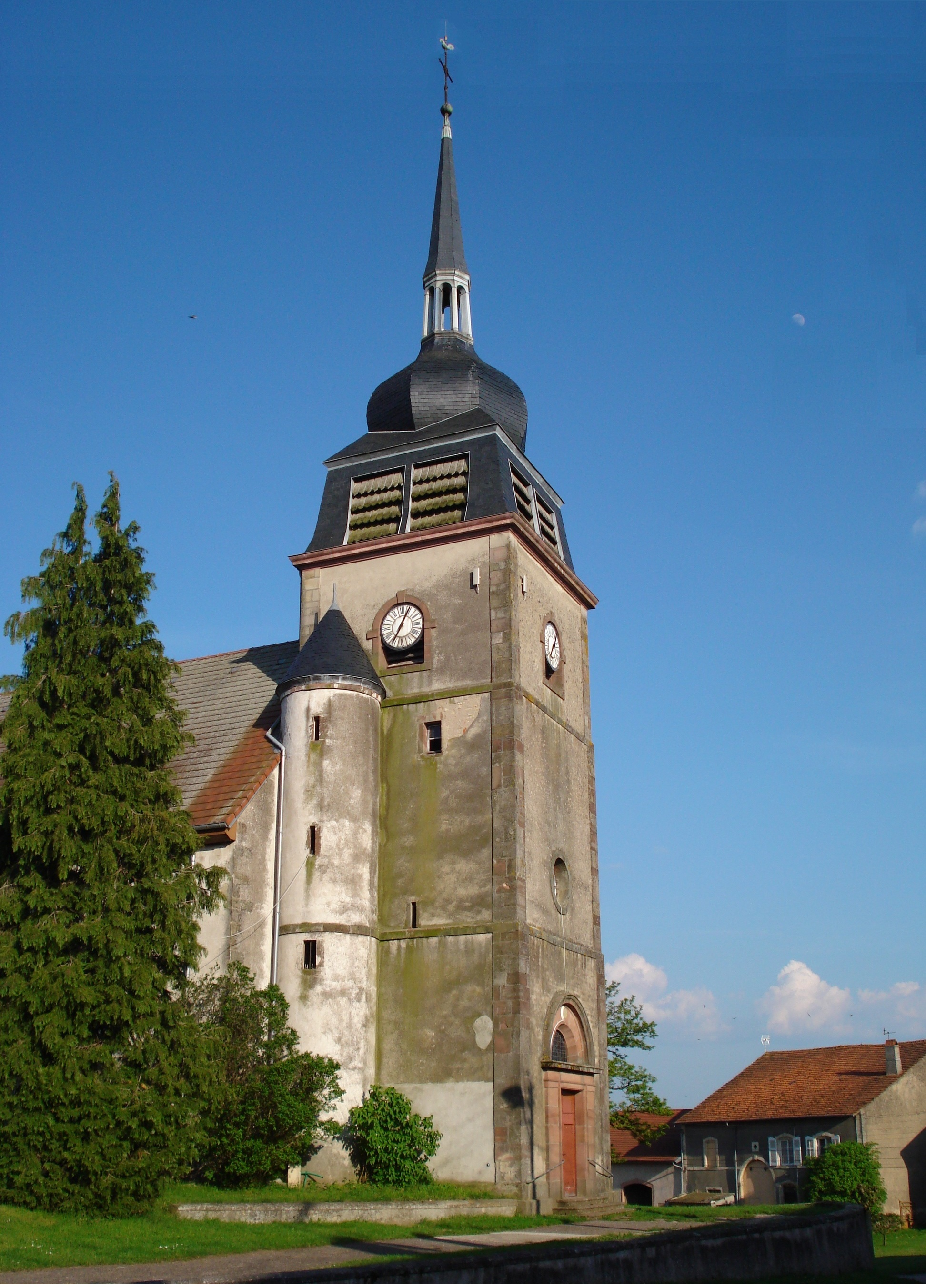
Церковь Домжевен (1733 год).